# سيد عيسى
سيد عيسى (1935 - 3 فبراير 1990)، هو مخرج سينمائي ومؤلف مصر. حصل علي دبلوم الدراسات العلمية النظرية العليا من معهد موسكو عام 1958 دكتوارة من اكاديمية  الفنون بموسكو عام 1970 قام بدبلجة العديد من الافلام السوفيتية الي العربية.

## أعماله
- 1961: زيزيت (إخراج)
- 1962: سلوى في مهب الريح (كلاكيت)
- 1964: المارد (إخراج)
- 1967: جفت الأمطار (إخراج وسيناريو وحوار)
- 1979: المغنواتي (إخراج)